# ロナルド・レーガン弾道ミサイル防衛試験場

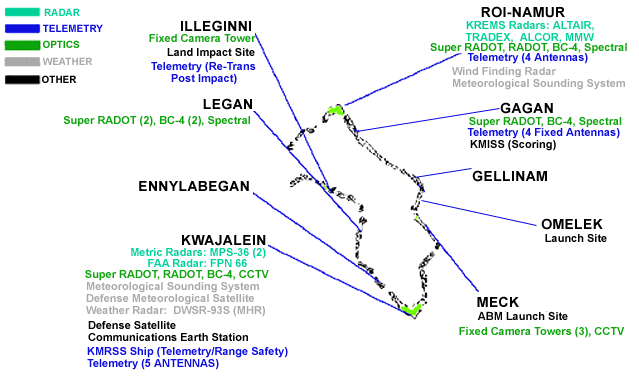
クェゼリンにおけるインフラとRTS司令部

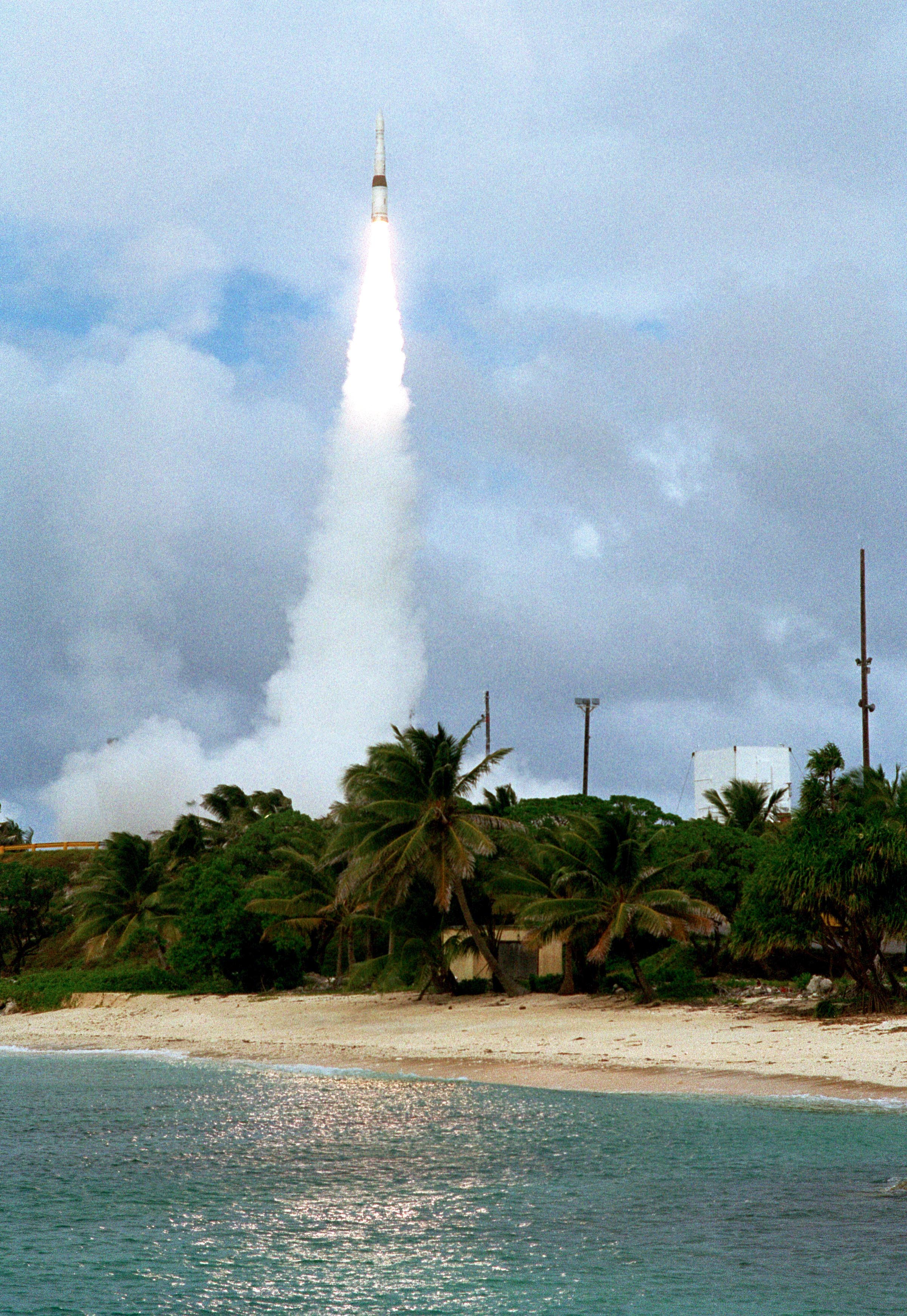
大気圏外迎撃ミサイル (運動エネルギー弾)、2001年12月3日メック島より打ち上げ

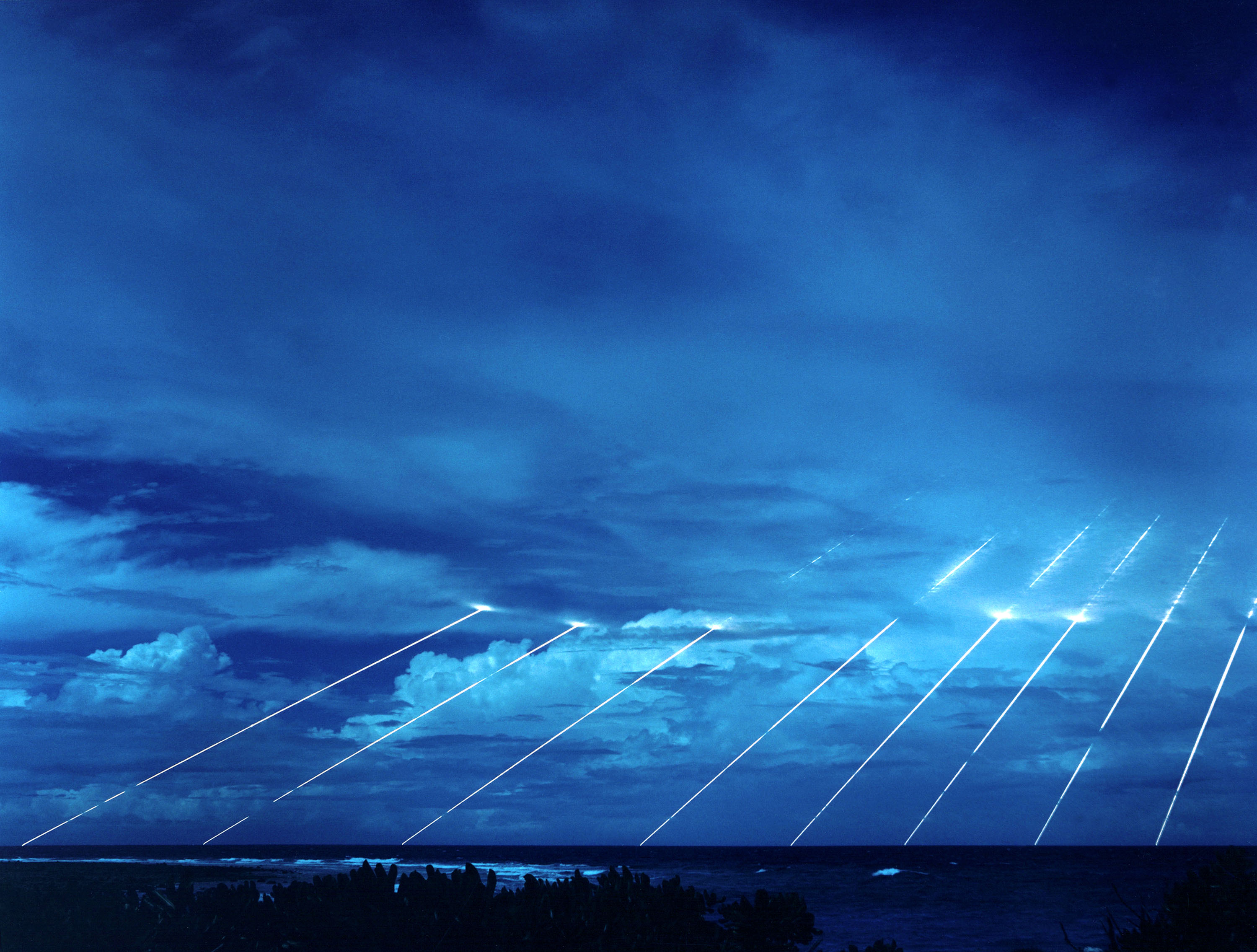
クェゼリン環礁で行われたピースキーパー弾道ミサイル実験で大気圏再突入し落下する再突入体（MIRV）

ロナルド・レーガン弾道ミサイル防衛試験場（英語: Ronald Reagan Ballistic Missile Defense Test Site）は、太平洋のマーシャル諸島に存在するミサイル試射場。レーガン試験場やクェゼリン射場としても知られる。1,900,000 km2の範囲とクェゼリン環礁、ウェーク島、オール環礁のロケット射場が含まれる。主にアメリカのミサイル防衛と宇宙開発の研究施設として使われている。レーガン試験場は米軍クェゼリン環礁隊(USAKA)の指令下にある。

## 施設
多くの人員とインフラストラクチャーを持つミッション管制センターはマーシャル諸島のクェゼリン環礁に位置している。11島の環礁の島々はマーシャル諸島共和国との長期貸借契約に則って米軍が運用している。
試験場で導入されている装置類には、さまざまな追跡レーダー、常設型と可動型のテレメーター、光学記録装置、HANTRU-1海底ケーブルを通した安全な光ファイバー情報ネットワークなどがある。また、有人宇宙飛行やNASAの研究プロジェクトで追跡所としても使われている。
弾道ミサイル実験、弾道弾迎撃ミサイル要撃実験等の実験用射場として、また気象観測ロケットの打ち上げへ利用されているほか、スペースX社がオメレク島を商用宇宙港として利用している。

## 過去の名前
現在までに以下のような名前の変遷を経ている。
- クェゼリン海軍基地 (第二次世界大戦後–1959)
- 太平洋ミサイル発射施設、クェゼリン (1959–1964)
- クェゼリン試験場 (1964–1968)
- クェゼリンミサイル射場(1968–1986)
- 米軍クェゼリン環礁隊 (1986–1991)
- クェゼリンミサイル射場(1991–1999)
- ロナルド・レーガン弾道ミサイル防衛試験場(1999–現在)

## 註
1. ↑  “Mission Control Center”.   Smdc.army.mil. 2012年3月10日閲覧。
2. ↑  “U.S. Army Kwajalein Atoll Reagan Test Site” (PDF). 2012年3月10日閲覧。

## 参照
- Ronald Reagan Ballistic Missile Defense Test Site (RTS) Official Site
- U.S. Army Kwajalein Atoll (USAKA) at GlobalSecurity.org